# Katarzyna Weigel
Katarzyna Weigel, née vers 1450 et décédée en 1539, brûlée vive sur le bûcher pour apostasie, est une catholique polonaise qui s'est convertie au judaïsme. Elle est aussi connue sous le nom de Katarzyna Malcherowa ou Katarzyna Zalaszowska et de façon erronée sous le nom de Catherine Vogel. Elle est la fille de Stanisław Zalasowsket la femme du conseiller municipal de Cracovie Melchior Weigel.

## Sa vie
En 1529, Weigel est accusée d'apostasie vers le judaïsme et comparait devant la cour épiscopale, dirigée par l'évêque Piotr Tomicki. Selon les accusations, elle pratiquait le judaïsme depuis plusieurs décennies. Pendant son procès, en 1530, elle est contrainte de renoncer à sa foi en déclarant qu'elle a accepté le judaïsme par curiosité féminine, folie et faiblesse d'esprit. Son abjuration publique et sa réconciliation avec l'Église catholique se déroule le 11 aout 1530, quand elle renonce à l'hérésie et plus particulièrement à l'incroyance ignoble juive, et qu'elle affirme la véritable foi apostolique chrétienne. Dans le texte de son abjuration, elle demande à être soumise à la sévérité de la loi spirituelle en cas de récidive.  
Weigel reparaît devant la cour de l'évêque pour des questions financières. En 1531, elle poursuit en justice un prêtre et le directeur d'un hôpital, Stanisław Stanko, pour dettes impayées, et même fait appel à l'archevêque de Gniezno. Il est établi qu'elle et son mari maintiennent des relations d'affaires avec des Juifs de Cracovie, dont le rabbin Mosheh Fischel.

## Sa mort
Le 19 mars 1539, sur instruction de l'évêque Piotr Gamrat, Weigel comparait de nouveau devant la cour épiscopale, où elle et accusée de relapse d'apostasie. Elle est alors emprisonnée et interrogée par un comité d'érudits catholiques, qui le 16 avril la déclare coupable. Elle est maintenant considérée comme une hérétique et apostate relapse, sujette à la plus extrême sévérité. En conséquence, elle est dépouillée de ses biens et remise aux autorités séculières pour la sentence finale et son exécution. Comme le droit canonique le précise, l'église peut confisquer les biens d'un hérétique récidiviste, mais ne peut pas condamner à mort. Le 19 avril 1539, selon les lois de Magdebourg, Weigel, qui a alors près de 80 ans, est brûlée vive sur le bûcher.         
L'exécution de Weigel est un évènement important à Cracovie. Bien qu'elle ait eu lieu en un endroit décrit par un éminent lettré comme un lieu où on ramassait les chiens morts, de nombreux représentants de l'église et une foule importante ont assisté à l'exécution. Selon des témoignages écrits, même sur le bûcher, elle refusa d'abjurer sa foi.
Les historiens ont parfois caractérisé son cas comme une hérésie protestante, mais les sources suggèrent bien qu'elle a été considérée comme apostate vers le judaïsme et a été traitée différemment des autres accusés d'hérésie. Katarzyna Weigel fait peut-être partie de ces convertis au judaïsme qui ont précipité l'action des autorités catholiques contre le prosélytisme juif.

## Conséquences
L'exécution de Catherine fut un incident surprenant en Pologne, qui, au XVIe siècle, comptait parmi les pays ayant le plus haut degré de tolérance religieuse.
Après sa mort, son sort est tombé dans l'obscurité en Pologne. Le Semj de 1539 n'a pas pris position sur son exécution, et des mentions d'elle ont été conservées principalement dans les écrits polémiques protestants et dans la littérature judéophobe du XVIIe siècle.